# Gustaaf Van Vaerenbergh
Gustaaf Van Vaerenbergh (Schepdaal, 19 augustus 1933)  is een gewezen Belgische wielrenner, die beroepsrenner was van 1951 tot 1965.
Hij won onder andere Belgisch kampioenschap wielrennen op de weg bij de onafhankelijken in 1953 en in 1958 de GP de la Famenne. In 1963 won hij het Kampioenschap van Vlaanderen en in 1964 werd hij winnaar van de Omloop van het Zuidwesten.

## Belangrijkste wedstrijden
- 1953:  Belgisch kampioenschap wielrennen op de weg
- 1954:  Ronde van Lombardije (11e)
- 1954:  Hoeilaart - Diest - Hoeilaart (2e)
- 1954:  Brussel-Ingooigem (5e)
- 1954:  Ronde van België (3e in 3e rit)
- 1957:  Gent-Wevelgem (89e)
- 1957:  Waalse Pijl (9e)
- 1957:  Ronde van België (6e)
- 1957:  Ronde van Spanje (opgave 6e rit)
- 1958:   Parijs-Brussel (46e)
- 1958:  Ronde van België (5e)
- 1958:  Ronde van Luxemburg (4e in 1e rit)
- 1958:  Ronde van Nederland (33e)
- 1958:  GP de la Famenne
- 1958:  Tour du Nord (2e)
- 1959:  Ronde van Vlaanderen (14e)
- 1959:  Omloop Het Volk (34e)
- 1959:  Milaan-San Remo (35e)
- 1960:  Harelbeke-Antwerpen-Harelbeke (26e)
- 1960:  Brussel-Ingooigem (2e)
- 1961:  Dwars door België (12e)
- 1961:  Circuit des XI Villes (2e)
- 1961:  Ronde van Vlaanderen (20e)
- 1961:  Parijs-Roubaix (116e)
- 1961:   Parijs-Brussel (50e)
- 1961:  Waalse Pijl (39e)
- 1961:  Belgisch kampioenschap wielrennen op de weg (11e)
- 1961:  GP Zottegem-Dr. Tistaertprijs (24e)
- 1962:  Gent-Wevelgem (64e)
- 1962:  Parijs-Roubaix (34e)
- 1962:   Parijs-Brussel (9e)
- 1962:  Ronde van Italië (9e in 2e rit)
- 1962:  17th Torhout (3e)
- 1962:  GP Zottegem-Dr. Tistaertprijs (33e)
- 1963:  Omloop Het Volk (24e)
- 1963:   Parijs-Brussel (68e)
- 1963:  Ronde van Brabant (10e)
- 1963:   Parijs-Luxemburg (26e in 1e rit)
- 1963:  Kampioenschap van Vlaanderen
- 1964:  Parijs-Roubaix (69e)
- 1964:  Grote Prijs Jef Scherens (3e)
- 1964:  Grand Prix du Midi Libre (42e)
- 1964:  Omloop van het Zuidwesten
- 1965:  Belgisch kampioenschap wielrennen op de weg (25e)
- 1965:  Omloop Het Volk (25e)
- 1965:  Flèche Enghiennoise (2e)

## Resultaten in voornaamste wedstrijden
| Jaar | Milaan-San Remo | Gent-Wevelgem | Ronde van Vlaanderen | Parijs-Roubaix | Omloop Het Volk |
| ---- | --------------- | ------------- | -------------------- | -------------- | --------------- |
| 1953 |                 |               |                      |                |                 |
| 1954 |                 |               |                      |                |                 |
| 1955 |                 |               |                      |                |                 |
| 1956 |                 |               |                      |                |                 |
| 1957 |                 | 89e           |                      |                |                 |
| 1958 |                 |               |                      |                |                 |
| 1959 | 35e             |               | 14e                  |                | 34e             |
| 1960 |                 |               |                      |                |                 |
| 1961 |                 |               | 20e                  | 116e           |                 |
| 1962 |                 | 64e           |                      | 34e            |                 |
| 1963 |                 |               |                      |                | 24e             |
| 1964 |                 |               |                      | 69e            |                 |
| 1965 |                 |               |                      |                | 25e             |

## Wielerploegen
- 1954: Libertas
- 1957: De Visscher Sport
- 1958: Van Eenaeme
- 1959: Tricofilina-Coppi
- 1960: Libertas
- 1961: Lamot-Libertas
- 1962: Gitane-Leroux-Dunlop-R.Geminiani
- 1962: Liberia-Grammont-Wolber
- 1963: Bertin-Porter-Milremo
- 1964: Bertin-Porter-Milremo
- 1965: Lamot-Libertas